# تپانچه ۲۵ متر
تپانچه ۲۵ متر (انگلیسی: 25 meter pistol) یکی از رشته‌های فدراسیون جهانی تیراندازی است.
این رشته ورزشی در مسابقات جهانی و بازی‌های المپیک با تپانچه کالیبر ۲۲. برگزار می‌شود، این ورزش در مسابقات جهانی در دو بخش مردان و زنان و در بازی‌های المپیک تابستانی فقط در بخش زنان برگزار میشود.

## مجموع مدال‌ها در مسابقات جهانی
| رتبه  | کشور                | طلا | نقره | برنز | مجموع |
| ۱     | اتحاد جماهیر شوروی  | ۹   | ۶    | ۲    | ۱۷    |
| ۲     | چین                 | ۶   | ۱    | ۶    | ۱۳    |
| ۳     | ایالات متحده آمریکا | ۲   | ۱    | ۲    | ۵     |
| ۴     | روسیه               | ۲   | ۱    | ۱    | ۴     |
| ۵     | کره جنوبی           | ۱   | ۲    | ۰    | ۳     |
| ۶     | مجارستان            | ۱   | ۱    | ۰    | ۲     |
| ۷     | آلمان               | ۱   | ۰    | ۱    | ۲     |
| ۸     | دانمارک             | ۱   | ۰    | ۰    | ۱     |
| ۹     | جمهوری آذربایجان    | ۰   | ۲    | ۰    | ۲     |
| ۹     | صربستان             | ۰   | ۲    | ۰    | ۲     |
| ۱۱    | استرالیا            | ۰   | ۱    | ۱    | ۲     |
| ۱۱    | بلاروس              | ۰   | ۱    | ۱    | ۲     |
| ۱۳    | چکسلواکی            | ۰   | ۱    | ۰    | ۱     |
| ۱۳    | فرانسه              | ۰   | ۱    | ۰    | ۱     |
| ۱۳    | لهستان              | ۰   | ۱    | ۰    | ۱     |
| ۱۳    | سوئد                | ۰   | ۱    | ۰    | ۱     |
| ۱۳    | سوئیس               | ۰   | ۱    | ۰    | ۱     |
| ۱۸    | جمهوری چک           | ۰   | ۰    | ۲    | ۲     |
| ۱۸    | آلمان غربی          | ۰   | ۰    | ۲    | ۲     |
| ۱۸    | مغولستان            | ۰   | ۰    | ۲    | ۲     |
| ۲۱    | آلبانی              | ۰   | ۰    | ۱    | ۱     |
| ۲۱    | فنلاند              | ۰   | ۰    | ۱    | ۱     |
| ۲۱    | بریتانیای کبیر      | ۰   | ۰    | ۱    | ۱     |
| مجموع | مجموع               | ۲۳  | ۲۳   | ۲۳   | ۶۹    |